# Броніславув (Велюнський повіт)
Броніславув (пол. Bronisławów) — село в Польщі, у гміні Біла Велюнського повіту Лодзинського воєводства.